# 吉野敏充
吉野敏充（よしの としみつ、1979年 - ）は、日本のアートディレクター、グラフィックデザイナー。

## 略歴
1979年生まれ、山形県新庄市鳥越出身。東京デザイン専門学校卒業。ソフト・オン・デマンド入社後SODアートワークスとして独立。2010年に代表取締役を辞任。山形県に帰郷し、吉野敏充デザイン事務所を設立。地元である新庄最上・山形県の地域資源を活用したブランディングプロジェクトとして、地元産農作物などの販売を行うマーケット『kitokitoMarche』、山形県新庄・最上地域広域情報誌『季刊にゃー』の制作・発行、山形県の工芸品のリデザイン・販路支援プロジェクト『山から福がおりてくる』の運営などを行っている。
宮沢賢治の弟子松田甚次郎が開設した最上共働村塾に参加していた吉野善太郎、吉野新平を祖先に持つ。

## 招聘・受賞
- SOD大賞ジャケットデザイン賞(2001年) - 『アニマルプリント』
- SOD大賞ジャケットデザイン賞(2005年) - 『痴漢地獄　夏目ナナ』
- 輝けやまがた若者大賞(主催・山形県／2011年) - 土内廃校プロジェクト ／ 団体名義
- 輝けやまがた若者大賞(主催・山形県／2012年) - kitokitoMarche ／ 代表を務める団体名義での受賞[5]
- 山形エクセレントデザイン 地域デザイン賞 (2015年) - 最上を受け継ぐヒトとモノ ／ 吉野敏充デザイン事務所名義[6]
- 手づくり郷土賞(主催・国土交通省／2015年) - kitokitoMarche ／ 所属する団体名義[7]。
- ACC賞シルバー受賞（2021年度ラジオ&オーディオ広告部門）- 聴いて旅する幕の内 おととめし
- ADFEST（2022年度シルバー＆ブロンズ受賞）- 聴いて旅する幕の内 おととめし ／ 電通名義
- 映像コンペティション「BOVA」広告部門にて（2023年度ファイナリスト）- 肘折ラップ
- 山水郷のデザイン展3（主催・日本デザイン振興会／GOOD DESIGN Marunouchi／2023年）にて自身の作品とコミュニティを「土に叫ぶ」として展示
- TAKEO PAPER SHOW「PACKAGING―機能と笑い」越前・鯖江展 トークセッション（2024年）／ 原研哉・梅原真・COCHAE 軸原ヨウスケとともに登壇
- 浮き紙デザイン展 塚本太朗賞（主催・山次製紙所／2024年）- 『あみだくじ』

## 著作
- 『最上伝承野菜 料理と暮らし 166レシピ』（山形県最上総合支庁 ／ 2014年）
- 『最上伝承野菜 種ト 受け継がれていく種とそれを伝える手』（山形県最上総合支庁 ／ 2015年）
- 『季刊にゃー 創刊号〜10号総集編』（新庄・最上地域広域情報誌制作委員会 ／ 2020年）
- 『おもしろい地域には、おもしろいデザイナーがいる 地域×デザインの実践』（共著 ／ 2022年 ／ 編著：新山直広・坂本大祐 ／ 学芸出版社）